# ラシャ・ジャイアニ
ラシャ・ジャイアニ（グルジア語: ლაშა ჯაიანი、Lasha Jaiani、1998年4月21日 - ）は、プロD2USONヌヴェール・ラグビーに所属するラグビーユニオン選手。

## プロフィール
- ジョージアトビリシ出身[1]。
- ポジションはロック(LO)。
- 身長 185cm、体重 122kg
- U20ジョージア代表に選ばれたことがある[2]。
- ジョージア代表キャップは16（2024年7月現在）でラグビーワールドカップ2023のジョージア代表に選ばれた[3]。

## 略歴
エクセター大学RFC、ワスプスを経て、2022年、USONヌヴェールに加入。 